# António Vitorino
António Manuel de Carvalho Ferreira Vitorino (Lisboa, 12 de enero de 1957) es un político, abogado, licenciado en derecho y ciencias políticas por la Universidad de Lisboa, es miembro del Partido Socialista de Portugal. Accedió como diputado al Parlamento por vez primera en 1980. Posteriormente fue integrante de la administración colonial de Macao hasta la incorporación de ésta posesión a China en 1989. A su vuelta a Portugal fue elegido miembro del Tribunal Constitucional hasta 1994.
De regreso en la actividad política, fue elegido Diputado del Parlamento Europeo y residente de la Comisión de Libertades Civiles y Asuntos Internos. En 1995 fue nombrado Ministro de Defensa y Vicepresidente Primero con António Guterres. Acusado de evasión fiscal -cargos que se demostró más tarde eran falsos-, dimitió del gabinete en 1997. Posteriormente fue elegido para integrar la Comisión Europea en su calidad de Comisario de Justicia e Interior. sustituyendo a Anita Gradin.
En 2002 obtuvo el Premio Convivencia "Manuel Broseta" por «por su defensa de los derechos fundamentales y las libertades y su esfuerzo en la lucha contra el terrorismo», cuyo jurado estaba presidido por el entonces Ministro español Eduardo Zaplana. Fue llamado a declarar en la Comisión de investigación de los atentados del 11 de marzo de 2004 en Madrid por el Parlamento Español a fin de informar sobre las medidas antiterroristas de la Unión Europea.
En marzo de 2005 se incorporó al Consejo de Administración del Banco Santander Totta donde ya estuvo un año en 1989. Participó como experto en la Cumbre Internacional sobre Democracia, Terrrorismo y Seguridad que tuvo lugar en Madrid entre el 8 y el 11 de marzo de 2005.
En enero de 2018 fue nombrado director general de la Organización Internacional para las Migraciones.